# Grupp (militärförband)

Natosymbolen för en grupp.

En grupp är ett militärt förband.

## Armén
En grupp är inom svenska armén en underavdelning till en pluton och består av 6-8 soldater. En grupp är normalt indelad i 2 omgångar -- en ledd av gruppchefen och andra av ställföreträdande gruppchef -- och 4 stridspar. En grupp leds normalt av en korpral eller furir.

## Stridsflyg

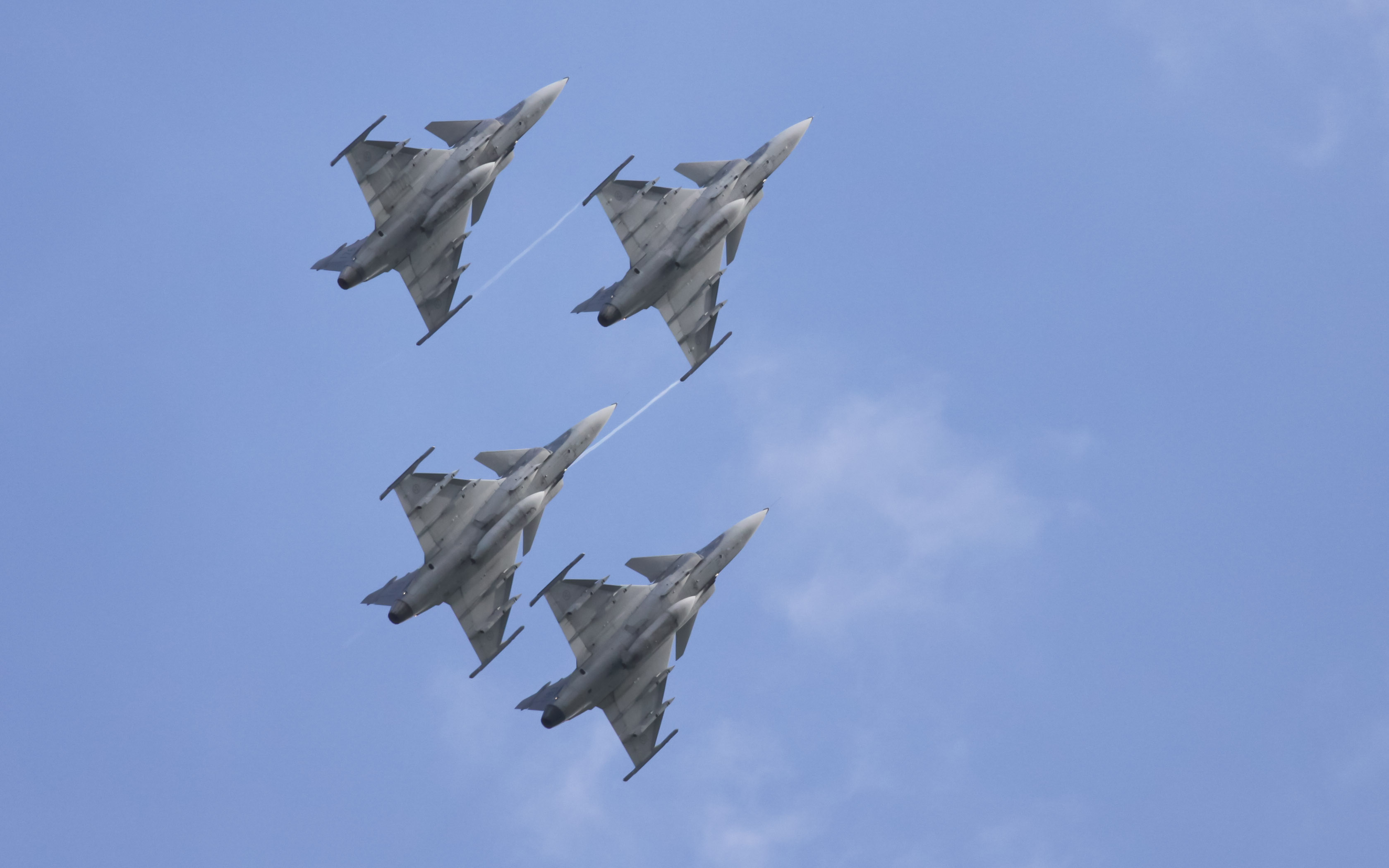
En grupp Gripen

Grupp inom militär luftfart är en formationsenhet uppgjord av fyra stycken flygplan bildade av två rotar (formationsenhet om två flygplan), vardera med en "roteetta" samt en "rotetvåa", där ena ettan är chef över den andre samt leder formationen. Formationsenheten är praktiskt eftersom den kan delas upp i två rotar vid behov där vardera rote har en roteetta som kan leda vidare. Rotarna kan ytterligare vid behov delas upp i två självständiga flygplan. Konceptet ger hög flexibilitet under uppdrag.